# Огородников, Александр Иоильевич
Алекса́ндр Иои́льевич Огоро́дников (р. 27 марта 1950 года, Чистополь) — советский диссидент, российский политик, христианский демократ.

## Биография
Родители, директор мебельной фабрики Иоиль Максимович и учительница Маргарита Емельяновна — выходцы из крестьян. Средний из троих братьев. Младший брат Борис (1951—1988) стал монахом Псково-Печерского монастыря (иеромонах Рафаил) и погиб при загадочных обстоятельствах — его друг Тихон (Шевкунов) описал это в книге «Несвятые святые».

### От марксизма к христианству
В 1967 году после окончания школы поступил на Уральский часовой завод токарем, возглавлял комсомольскую дружину, активно боровшуюся за порядок в городе. В 1970 году поступил на философский факультет Уральского государственного университета. За создание свободомыслящего кружка был отчислен.
В 1971 году, скрыв факт учёбы в УрГУ, поступил во ВГИК на сценарно-киноведческий факультет. Весной 1973 года Огородникова исключили из института за попытку снять фильм о духовных исканиях молодёжи, фальсифицируя академическую задолженность. В это время Огородников сближается с хиппи, ездит по стране автостопом. После отчисления из ВГИКа работал грузчиком, сторожем. В 1973 году принял православное крещение.

### Христианский семинар
В 1974 году организовал христианский семинар, на котором изучали богословие и христианскую философию. Участниками семинара были около 30 человек, позднее 4 участника семинара стали священниками, 2 — диаконами, А. В. Щипков стал религиоведом. Не реже одного раза в месяц члены семинара съезжались из разных городов на свои собрания. Семинар не был оформлен в виде организации, Огородников был харизматическим, а не формальным лидером. Привлёк к чтению лекций Льва Регельсона, автора труда «Трагедия Русской Церкви».
С группой единомышленников (Владимир Пореш и другие) в 1976 году начал выпускать самиздатский журнал «Община». Первый номер журнала был изъят у Огородникова из-под матраца, когда он находился в больнице. Все 7 экземпляров второго номера изъяли 21 мая 1978 года во время обыска. Журнал открывала статья самого Огородникова «Истоки и надежды», ключевая мысль которой была:

Грозные судьбоносные события, обрушившиеся на нашу Россию, вызвали насильственное уничтожение христианской культуры и общественной жизни, христианских основ и привели к пробуждению самых низменных инстинктов. Страшное моральное разложение народа, пьянство, волна дикого уголовно-хулиганского террора, залившего страхом ночные улицы российских городов, — итог социалистических экспериментов. <...> Мы хотим излить на этих страницах нашу боль, и дать образ нашего мучительного пути, пути молодого человека от марксистской идеологии и безответственности атеизма на паперть Храма Божия.

### Узник совести
23 ноября 1978 года задержан в Москве, арестован и осуждён 10 января 1979 года по ст. 209 УК РСФСР (тунеядство), колония общего режима, отбывал срок в ИТК-7 (г. Комсомольск-на-Амуре), в течение года трижды помещался в ШИЗО «за проповеди».
Семь участников семинара лишились свободы, включая Огородникова, Владимира Пореша (ставшего редактором третьего номера журнала после ареста Александра), Льва Регельсона. Единственным, кто покаялся, не выдержав давления следствия, был Регельсон.
Осенью 1979 года Огородников был отправлен в Ленинград, где в тюрьме в день предполагаемого освобождения (15 ноября) арестован по ст. 70 (антисоветская агитация), 6 сентября 1980 года осуждён на 6 лет лишения свободы и 5 лет ссылки. Отбывал срок в политзонах «Пермь-35» и «Пермь-36», объявлял голодовки за право иметь Библию и в защиту прав заключенных.
3 апреля 1986 года осуждён по ст. 180 УК РСФСР ещё на 3 года лишения свободы по обвинению в оказании сопротивления лагерной администрации, а фактически — за голодовки. Заключение отбывал в общеуголовной колонии строгого режима в Хабаровском крае.

### После освобождения
1987 — освобожден Указом Президиума Верховного Совета СССР о помиловании. Летом 1987 года начинает выпускать на трёх языках самиздатский «Бюллетень христианской общественности», цель которого информировать читателей о религиозных событиях в стране, рассматривает религиозные проблемы без отрыва от социальных и политических проблем.
18 ноября 1988 младший брат Александра иеромонах Рафаил погиб в автокатастрофе.

#### Христианско-демократический союз России
В августе 1989 года организовал Христианско-демократический союз России (ХДСР) и в сентябре 1989 года на II конференции ХДС России стал его председателем. Осенью 1989 ХДС России был принят в члены Интернационала христианской демократии.
После прекращения в 1990 году издания «Бюллетеня христианской общественности» стал редактором газеты «Вестник христианской демократии». В 1989—1992 годах выступал в парламентах Великобритании, Австрии, Бельгии, Нидерландов, Мальты, США, Франции, Гватемалы, Италии, Каталонии и на ряде международных конгрессов с докладами о положении в СССР.
Но уже осенью 1989 года в ХДСР начались расколы. Сначала заместитель председателя по идеологии Виталий Савицкий был смещён с поста, покинул союз и основал в Ленинграде самостоятельный Христианско-демократический союз Санкт-Петербурга. В январе 1990 года Виктор Ротт выступил в самиздате с полемической статьей «Тень Бонапарта в ХДС?», обвинив Огородникова в узурпации власти и объявив о создании Московского ХДС во главе с самим Роттом. В марте 1990 года, когда Огородников находился в заграничной командировке, заместитель председателя ХДСР по печати Александр Чуев попытался провести выборы и занять его место, но не получив поддержки большинства, был вынужден покинуть ХДСР и 12 мая 1990 года объявил о создании Российской христианско-демократической партии. В 1991 году от ХДСР отпочковались Российский союз молодых христианских демократов во главе с Дмитрием Анциферовым и Волгоградский ХДС, во главе со священником Дмитрием Нестеровым. Помимо объективных проблем становления демократии в обществе после тоталитаризма сказалось то, что Огородников по своему характеру был скорее харизматическим, нежели политическим лидером.
Весной 1990 Огородников вступает в предвыборную борьбу за депутатский мандат России, осенью — за мандат Моссовета, в обоих случаях безуспешно.
В отличие от Восточной Европы в России диссиденты не смогли обрести широкой популярности. Огородников, несмотря на присущую ему харизматичность, не стал исключением — его узнавали продавщицы в парижских магазинах, о нём издана книга на Западе, но в России он остался мало известен.

#### Общественная деятельность без политики
Занимается организацией благотворительной деятельности, открыл приют «Остров надежды».
Издавал газету «Община — XXI век: православное обозрение».